# Vlašić Brdo
 Vlašić Brdo  falu Horvátországban Zágráb megyében. Közigazgatásilag Zsumberk községhez tartozik.

## Fekvése
Zágrábtól 40 km-re délnyugatra, községközpontjától Kostanjevactól 2 km-re északkeletre a Zsumberki-hegység déli lejtőin  fekszik. 

## Története
Nevét az egykori birtokos Vlašić családról kapta. 1857-ben 26-an lakták. 1910-ben 23 lakosa volt. Trianon előtt Zágráb vármegye Jaskai járásához tartozott. A falunak 2011-ben mindössze 2 állandó idős lakosa volt, de több hétvégi ház is áll itt. Lakói mezőgazdasággal, állattenyésztéssel, szőlőtermesztéssel foglalkoznak. A gornja prekrižjai Szent Mihály plébániához tartoznak.

## Lakosság
| Lakosság változása | Lakosság változása | Lakosság változása | Lakosság változása | Lakosság változása | Lakosság változása | Lakosság változása | Lakosság változása | Lakosság változása | Lakosság változása | Lakosság változása | Lakosság változása | Lakosság változása | Lakosság változása | Lakosság változása | Lakosság változása |
| ------------------ | ------------------ | ------------------ | ------------------ | ------------------ | ------------------ | ------------------ | ------------------ | ------------------ | ------------------ | ------------------ | ------------------ | ------------------ | ------------------ | ------------------ | ------------------ |
| 1857               | 1869               | 1880               | 1890               | 1900               | 1910               | 1921               | 1931               | 1948               | 1953               | 1961               | 1971               | 1981               | 1991               | 2001               | 2011               |
| 26                 | 25                 | 30                 | 37                 | 34                 | 23                 | 34                 | 40                 | 77                 | 60                 | 48                 | 29                 | 9                  | 19                 | 2                  | 2                  |

## Nevezetességei
Szent Péter apostol tiszteletére szentelt kápolnája.

## Külső hivatkozások
- Žumberak község hivatalos oldala
- A Zsumberki közösség honlapja